# Ђамоза (Белуно)
Ђамоза (итал. Giamosa) је насеље у Италији у округу Белуно, региону Венето.
Према процени из 2011. у насељу је живело 245 становника. Насеље се налази на надморској висини од 423 м.